# Nickelodeon HD (Polska)
Nickelodeon HD (w skrócie: Nick HD) – polska stacja telewizyjna uruchomiona 4 października 2011 roku, nadająca sygnał w wysokiej rozdzielczości HDTV, skierowana głównie do dzieci. Zamiast reklam stacja nadawała seriale krótkometrażowe takie jak: Purple & Brown, Biggy, Ooohhh Oasis, Curious Cow, Chop Chop Ninja i The Mirror Has 1000 Faces (wcześniej były nadawane na Nickelodeon w jakości SD). Od początku nadawania kanał posiadał własną ramówkę, choć nadawał te same programy, co Nickelodeon w wersji SD. 15 lutego 2018 Nickelodeon HD w Polsce został zastąpiony przez Nicktoons Polska.